# Marguerite MacIntyre
Marguerite MacIntyre (Michigan, Stati Uniti, 11 maggio 1965) è un'attrice e sceneggiatrice statunitense.

## Biografia
Studiò presso la "London's Royal Academy of Arts".
Iniziò quindi la sua carriera sin da giovane all'età di 16 anni e da lì ha partecipato a molti film e telefilm.
Da non sottovalutare le sue apparizioni teatrali. Ha avuto anche una serie di apparizioni nelle alle produzioni di "Broadway e off-Broadway".
È apparsa nei vari anni in molte serie televisive di grande successo, ma è nota in particolare per il suo ruolo della psicologa Nicole Trager, nella serie televisiva Kyle XY.
Dal 2009 al 2017 ha fatto parte del cast ricorrente di The Vampire Diaries nel ruolo dello sceriffo Elizabeth Forbes.

## Filmografia

### Cinema
- Benvenuti a Radioland (Radioland Murders), regia di Mel Smith (1994)
- Bury the Evidence, regia di J. Greg De Felice (1998) - voce
- Our Lips Are Sealed, regia di Craig Shapiro (2002)
- Red Dragon, regia di Brett Ratner (2002)

### Televisione
- Seinfeld – serie TV, episodio 6x01 (1994)
- Il commissario Scali (The Commish) – serie TV, episodio 4x09 (1994)
- The Tom Show – serie TV, episodi 1x10-1x14-1x17 (1997-1998)
- You Wish – serie TV, episodio 1x09 (1998)
- The Secret Lives of Men – serie TV, episodio 1x02 (1998)
- To Have & to Hold – serie TV, episodio 1x04 (1998)
- Jarod il camaleonte (The Pretender) – serie TV, episodio 3x09 (1999)
- Due ragazzi e una ragazza (Two Guys, a Girl and a Pizza Place) – serie TV, episodi 2x12-2x13-2x14 (1998-1999)
- L'atelier di Veronica (Veronica's Closet) – serie TV, episodio 2x16 (1999)
- Odd Man Out – serie TV, episodio 1x08 (1999)
- Pacific Blue – serie TV, episodio 5x17 (2000)
- Ally McBeal – serie TV, episodio 3x15 (2000)
- Law & Order: Special Victims Unit – serie TV, episodio 2x17 (2001)
- Septuplets – serie TV, (2002)
- Squadra Med - Il coraggio delle donne (Strong Medicine) – serie TV, episodio 3x13 (2002)
- The Shield – serie TV, 4 episodi (2003)
- The Practice - Professione avvocati (The Practice) – serie TV, episodio 8x09 (2003)
- NCIS - Unità anticrimine (NCIS: Naval Criminal Investigative Service) – serie TV, episodio 1x11 (2004)
- Giudice Amy (Judging Amy) – serie TV, episodio 5x22 (2004)
- The Days – serie TV, 6 episodi (2004)
- Medical Investigation – serie TV, episodio 1x12 (2005)
- Numb3rs – serie TV, episodio 2x01 (2005)
- Inconceivable – serie TV, episodio 1x03 (2005)
- Bones – serie TV, episodio 1x04 (2005)
- Shark - Giustizia a tutti i costi – serie TV, episodio 1x05 (2006)
- CSI: NY – serie TV, episodio 5x07 (2008)
- The Mentalist – serie TV, episodio 1x15 (2009)
- Kyle XY – serie TV, 43 episodi (2006-2009)
- CSI: Miami – serie TV, episodio 7x23 (2009)
- The Vampire Diaries – serie TV, 50 episodi (2009-2017) Elisabeth/Liz Forbes

## Doppiatrici Italiane
Nelle versioni in italiano dei suoi film, Marguerite MacIntyre è stata doppiata da:
- Alessandra Korompay in Kyle XY, The Shield
- Francesca Guadagno in Jarod il Camaleonte
- Beatrice Margiotti in Bones
- Laura Boccanera in The Vampire Diaries
- Chiara Salerno in The Mentalist
- Emanuela Baroni in CSI: Miami